# Hofanlage Schmalenbecker Straße 20
Die Hofanlage Schmalenbecker Straße 20 in der niedersächsischen Gemeinde Grasberg-Schmalenbeck im Landkreis Osterholz stammt aus der ersten Hälfte des 19. Jahrhunderts. Aktuell (2025) wird sie zum Wohnen genutzt.
Das Gebäude steht unter Denkmalschutz (siehe auch Liste der Baudenkmale in Grasberg).

## Geschichte und Beschreibung
Der Ort Schmalenbeck wurde 1762 im Rahmen der Moorkolonisierung des Teufelsmoores durch Jürgen Christian Findorff gegründet.
Die Hofanlage besteht aus
- dem eingeschossigen giebelständigen Wohn- und Wirtschaftsgebäude von 1806 (Inschrift) als Zweiständer-Hallenhaus in Rasterfachwerk mit Steinausfachungen und ziegelgedecktem Krüppelwalmdach sowie Grooter Door mit Korbbogen,[2]
- der giebelständigen Scheune aus der Mitte des 19. Jahrhunderts in Fachwerk, teils verbrettert mit ziegelgedecktem Satteldach und Quereinfahrt.[3]

Das Landesdenkmalamt befand u. a.: „… Hallenhaus und einer firstparallel dazu stehenden Scheune als Teil dieser Ansiedlung … .“